# Hans Bonkas
Hans Bonkas (* 26. August 1921 in Dresden; †  7. November 2012 in Frankfurt am Main) war ein deutscher Sozialdemokrat, der in der DDR politisch verfolgt wurde und im Jahr 1956 in die BRD übersiedelte. Nach seiner Pensionierung wurde er Vorstandsmitglied des Reichsbanners Schwarz-Rot-Gold und war von 2004 bis 2010 dessen Bundesvorsitzender.

## Leben
Bonkas wuchs in einem sozialdemokratischen Elternhaus auf und trat im Jahr 1932 in das „Jungbanner“, die Jugendorganisation des Reichsbanner Schwarz-Rot-Gold ein. Im Dritten Reich beteiligte er sich an Flugblattaktionen gegen Hitler. Nach seiner Einberufung im Zweiten Weltkrieg wurde er in Nordafrika schwer verwundet. Nach einer langen Genesungszeit war er für den Einsatz an der Waffe nicht mehr verwendungsfähig.
Bonkas arbeitete nach dem Krieg als Leiter der Gerichtskasse in Halle an der Saale. Nach der Zwangsvereinigung von SPD und KPD in der Sowjetischen Besatzungszone, die er selbst nicht unterstützte, wurde er im Untergrund politisch aktiv. Er informierte das Ostbüro der SPD in Berlin über die Lage in Halle, bis er von einem sowjetischen Gericht wegen „Hetze gegen die Sowjetunion“ und „Verrats der Arbeiterklasse“ zum Tode verurteilt wurde. Die Strafe ist dann in 25 Jahre Zuchthaus umgewandelt worden, von denen er sieben Jahre in Bautzen verbrachte. Im Jahr 1956 wurde er freigelassen und in die Bundesrepublik Deutschland entlassen. Dort lebte er in Frankfurt am Main und begann als Rechtspfleger im Frankfurter Amtsgericht. Als er im Jahr 1986 pensioniert wurde, wirkte er dort als Personalchef.
Seit dem Jahr 1990 war Hans Bonkas aktiv im Bundesvorstand des nach dem Krieg neu gegründeten Reichsbanners Schwarz-Rot-Gold, davon von 2004 bis 2010 als Bundesvorsitzender und zuletzt als Ehrenvorsitzender. Der Verein Gegen Vergessen – Für Demokratie ernannte ihn 2006 zum Ehrenmitglied.
Er wurde auf dem Enkheimer Friedhof in Frankfurt beigesetzt.

## Ehrungen
- Bundesverdienstkreuz
- Ehrenkreuz der Bundeswehr in Gold
- Hessischer Verdienstorden am Bande,[4] 2009
- Bürgermedaille der Stadt Frankfurt am Main, 2012